# Matlama Football Club
Maillots
Actualités
Le Matlama Football Club est un club lésothien de football basé à Maseru, la capitale du pays. C'est le club le plus titré du pays avec 10 succès en championnats et 7 victoires en Coupe du Lesotho.

## Historique
Au niveau international, les bons résultats en championnat et en Coupe ont permis au club de participer régulièrement aux compétitions organisées par la CAF. La meilleure performance du club date de 1979 avec un quart de finale de Coupe des clubs champions, disputé et perdu face au club camerounais de l'Union Douala, futur vainqueur de l'épreuve.

## Palmarès
- Championnat du Lesotho (11) :
  - Vainqueur : 1974, 1977, 1978, 1982, 1986, 1988, 1992, 2003, 2010, 2019, 2021
- Coupe du Lesotho (7) :
  - Vainqueur : 1976, 1979, 1980, 1987, 1992, 1994, 2019

## Grands joueurs
- Lehlohonolo Seema